# Martí Aurell i Cardona
Martí Aurell i Cardona   (Barcelona, 23 de febrer de 1958 - Nantes, 8 de febrer de 2025) fou un historiador medievalista francès d'origen català, especialitzat en la Casa de Plantagenet.

## Biografia
Acabats els estudis de batxillerat al col·legi Viaró (Sant Cugat del Vallés), inicià llicenciatura a la Facultat de Geografia i Història de la Universitat de Barcelona, però ben aviat traslladà l'expedient a França; va acabar la carrera a la Universitat de Ais-Marsella, on es graduà en Història Medieval i en Lingüística (1979). Quatre anys més tard es doctorà a la mateixa universitat. També obtingué un títol a l'École pratique des hautes études de París en Ciències Històriques i Filològiques (1989); i el doctorat d'estat a la Universitat d'Aix-Marsella (1994).
La seva tasca docent començà l'any 1985 a la Universitat de Niça. El 1987 es trasllada als Estats Units, on fa una estada a l'Amherst College. De tornada a França, ensenya a la Universitat de Ruan de 1988 a 1992, a la Université Paris-Sorbonne de 1992 a 1994, i finalment a la Universitat de Poitiers. Fou també el director del Centre d'Études Supérieures de Civilisation Médiévale (des del 2016) i de la revista Cahiers de civilisation médiévale (des del 2000).

## Recerca
La seva recerca és reconeguda com una de les més àmplies sobre la Casa de Plantagenet i Elionor d'Aquitània. La seva bibliografia compta amb centenars d'articles, llibres, conferències i capítols de llibres.
D'àmbit català, abordà qüestions de l'edat mitjana tan variades com els orígens medievals de Catalunya, les comtesses catalanes entre els segles IX i XII, l'expansió catalana a la Provença, la situació a Catalunya al voltant de 1100, i específicament la relació dels catalans amb l'islam en aquella època, l'espiritualitat i la política i els matrimonis i el poder, entre moltes altres temàtiques. Així mateix, també tractà aspectes de les vides de personatges del mateix període com Bernat de Besalú, Arnau de Vilanova, Llúcia de la Marca, Oleguer de Barcelona i Bertran d'Alamanon, entre d'altres.